# Jureček

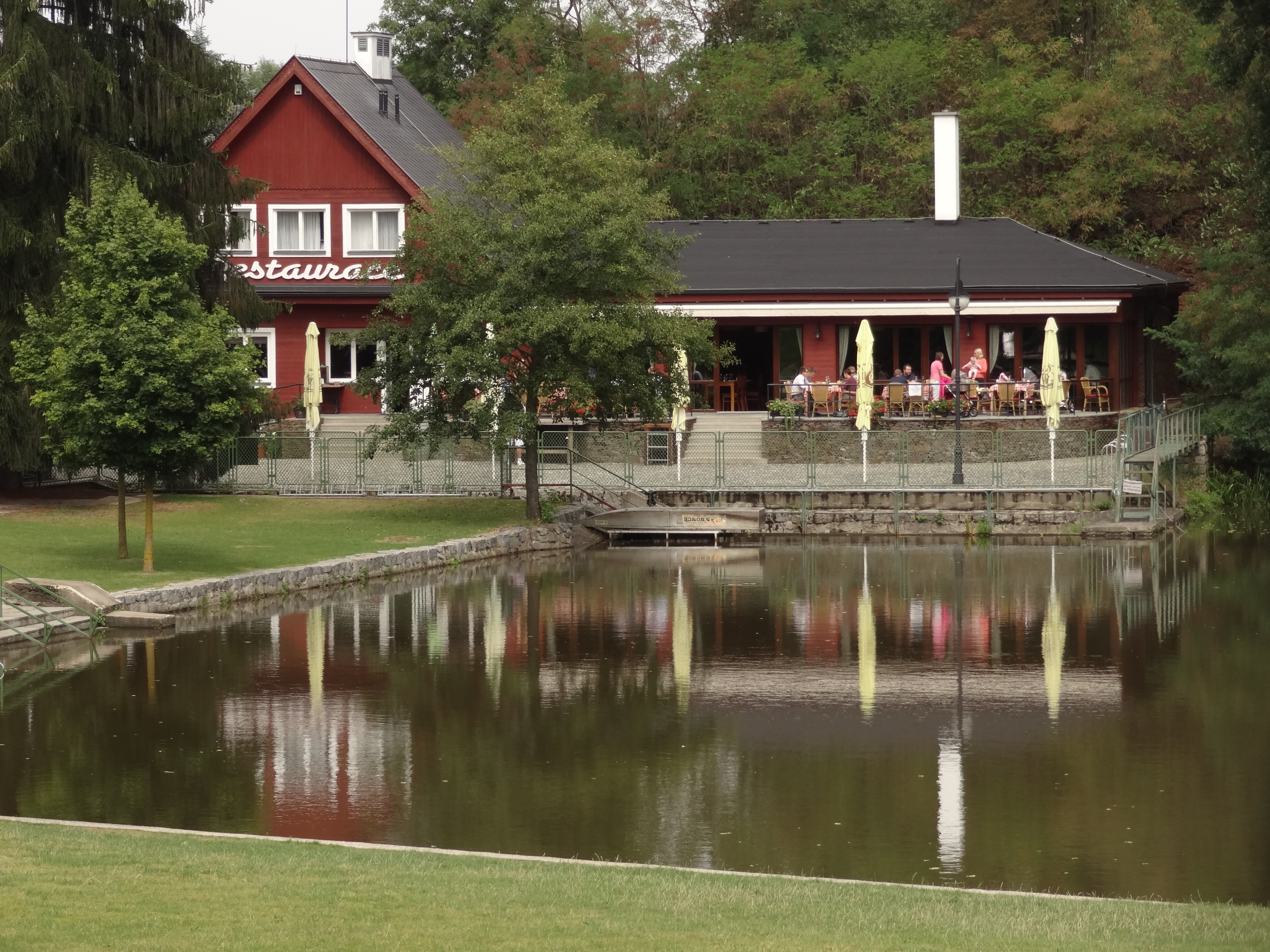
rybník Jureček s restaurací

Koupaliště Jureček je uměle vybudované přírodní koupaliště nacházející se v Říčanech v katastrální části Radošovice. Koupaliště leží na říčce Rokytce a též je protínán 50. rovnoběžkou.  K dispozici je návštěvníkům travnatá pláž, restaurace s letními terasami, kiosek, hřiště a lanovka Poletucha. Využít lze také venkovní stolní tenis a hřiště na plážový volejbal.
Jureček byl uveden do provozu v roce 1934. Jeho předchůdcem je staré koupaliště, tzv. Starák, postavené v r. 1904 v Říčanském lese. Pojmenování získal po Antonínu Jurečkovi, podnikateli a druhým nájemci Jurečku mezi lety 1936 až 1948.
Jureček byl v posledních letech odbahněn a jeho rybí obsádka je regulována tak, aby nedocházelo k přemnožení sinic a řas. Díky tomu, že Rokytka protéká lesem zdejší voda tak není znečištěná hnojivy z polí.